# Michael Green (basket-ball)
Pour les articles homonymes, voir Michael Green.
Ne doit pas être confondu avec Mike Green (basket-ball).
Michael Edward « Mike » Green, né le 23 juin 1985 à Philadelphie, en Pennsylvanie, est un joueur américain de basket-ball. Il évolue au poste de meneur.

## Biographie
Green fait sa carrière universitaire d'abord avec Towson University, puis avec les Bulldogs de Butler. Lors de sa saison senior 2007-2008, il est nommé joueur de l'année de la conférence Horizon League après avoir été le leader en points, rebonds et passes décisives de son université. Il reçoit également le trophée Frances Pomeroy Naismith Award.
Non drafté en 2008, il part jouer en Europe. À l'été 2013, il rejoint le BC Khimki Moscou. En novembre, il est nommé meilleur joueur de la 5e journée de l'EuroCoupe en marquant 17 points, prenant 8 rebonds et faisant 8 passes décisives dans une victoire face au KK Igokea.
En août 2017, il signe avec l'AEK Athènes pour la saison 2017–18. Avec l'AEK, il gagne la coupe de Grèce et, en mai 2018, la Basketball Champions League, dont il est nommé MVP (en) après avoir marqué 19 points en finale.
Le 2 août 2018, il signe en faveur de la SIG Strasbourg pour une année.